# 1977 dans les parcs de loisirs
| Années des parcs de loisirs : 1974 - 1975 - 1976 - 1977 - 1978 - 1979 - 1980    |
| Décennies des parcs de loisirs : 1940 - 1950 - 1960 - 1970 - 1980 - 1990 - 2000 |

## Parcs d'attractions

### Ouverture
- Ocean Park Hong Kong ( Chine)
- Wild Waves Theme Park ( États-Unis)

### Fermeture
- Fairyland Park (en) ( États-Unis)

### Changement de nom
- Goldrush Junction devient Silver Dollar City Tennessee ( États-Unis)
- Legoland Sierksdorf devient Hansaland ( Allemagne)

## Parcs aquatiques

### Ouverture
- Wet 'n Wild Orlando ( États-Unis) ouverture au public le 13 mars.

## Événements
- Juin
  - 11 juin -  États-Unis - Première de la parade Main Street Electrical Parade au Magic Kingdom de Walt Disney World Resort.

## Attractions

### Montagnes russes
| Nom                                          | Type/Modèle                   | Constructeur           | Parc                         | Pays        |
| -------------------------------------------- | ----------------------------- | ---------------------- | ---------------------------- | ----------- |
| Cirkusexpressen                              | Junior/Tivoli                 | Zierer                 | Liseberg                     | Suède       |
| Double Loop                                  | Assise                        | Arrow Dynamics         | Geauga Lake                  | États-Unis  |
| Flying Dutchman                              | Assise                        | Pinfari                | Dorney Park                  | États-Unis  |
| Galaxy                                       | Assise                        | S.D.C.                 | Uncle Cliff's Amusement Park | États-Unis  |
| Jet Set                                      | Assise/Jet Star               | Anton Schwarzkopf      | Funtown Pier                 | États-Unis  |
| Jet Star                                     | Assise/Jet 400                | Anton Schwarzkopf      | Drievliet                    | Pays-Bas    |
| Jet Star                                     | Assise/Jet Star               | Anton Schwarzkopf      | Knoebels                     | États-Unis  |
| King Kobra                                   | Navette/Shuttle Loop          | Anton Schwarzkopf      | Kings Dominion               | États-Unis  |
| Little Dipper                                | Junior/Little Dipper          | Allan Herschell        | Crystal Beach Park (en)      | Canada      |
| Loop Coaster Devenu Black Widow.             | Navette/Launched Loop         | Arrow Dynamics         | Riverside Amusement Park     | États-Unis  |
| Mini Rock 'N' Roller Coaster                 | Junior/Little Dipper          | Bradley and Kaye       | Opryland USA                 | États-Unis  |
| Screamin' Demon Devenu Demon.                | Navette/Launched Loop         | Arrow Dynamics         | Kings Island                 | États-Unis  |
| Seeschlange                                  | Junior                        | Zierer                 | Hansaland                    | Allemagne   |
| Sooperdooperlooper                           | Assises                       | Anton Schwarzkopf      | Hersheypark                  | États-Unis  |
| Space Mountain                               | Lancées, enfermées            | WED Enterprises/Vekoma | Disneyland                   | États-Unis  |
| Steeplechase                                 | Montagnes russes steeplechase | Arrow Dynamics         | Blackpool Pleasure Beach     | Royaume-Uni |
| Tidal Wave Devenu Greased Lightnin' en 1999. | Navette/Shuttle Loop          | Anton Schwarzkopf      | Marriott's Great America     | États-Unis  |
| White Lightnin'                              | Navette/Shuttle Loop          | Anton Schwarzkopf      | Carowinds                    | États-Unis  |

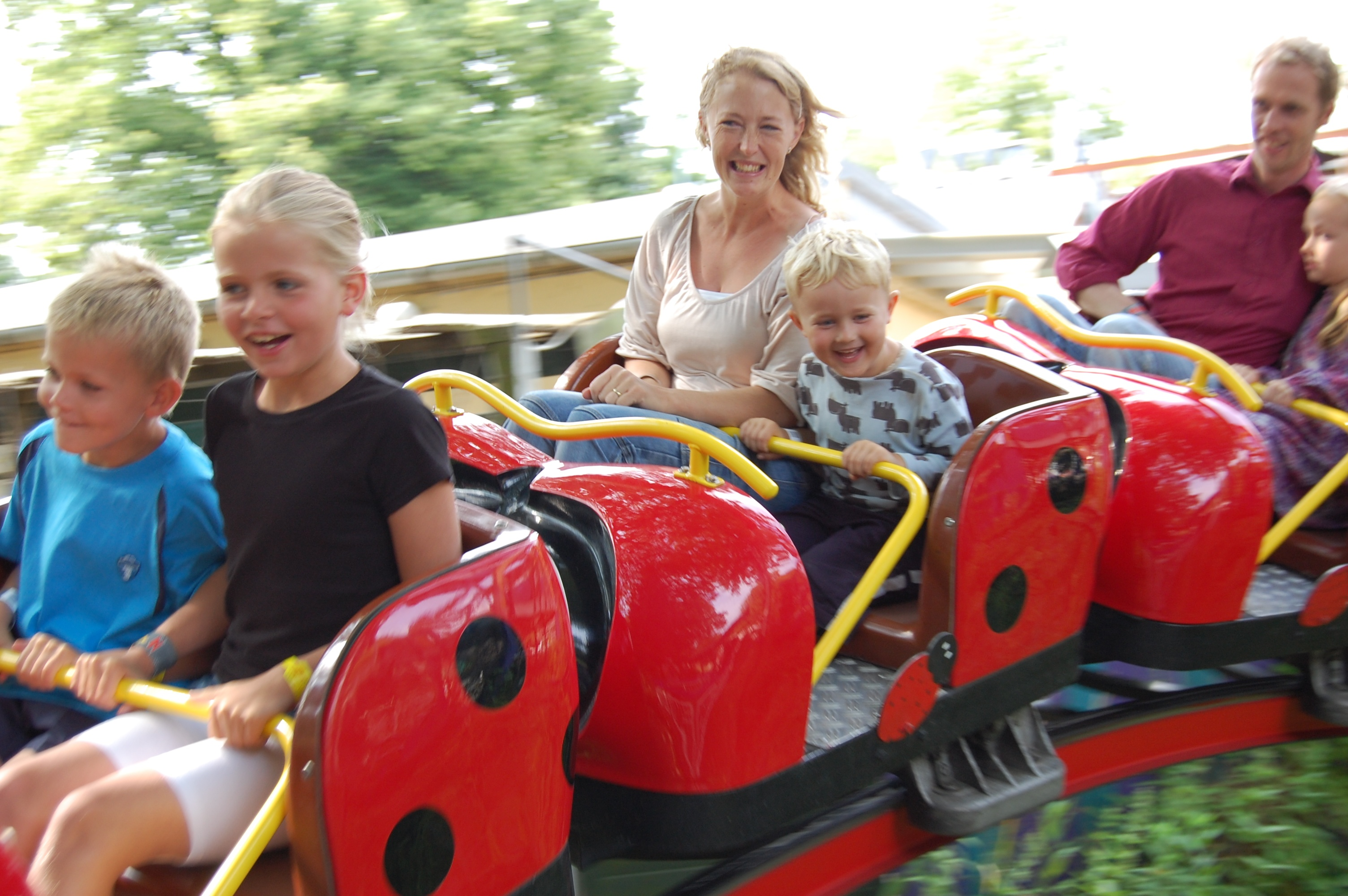
Cirkusexpressen à Liseberg
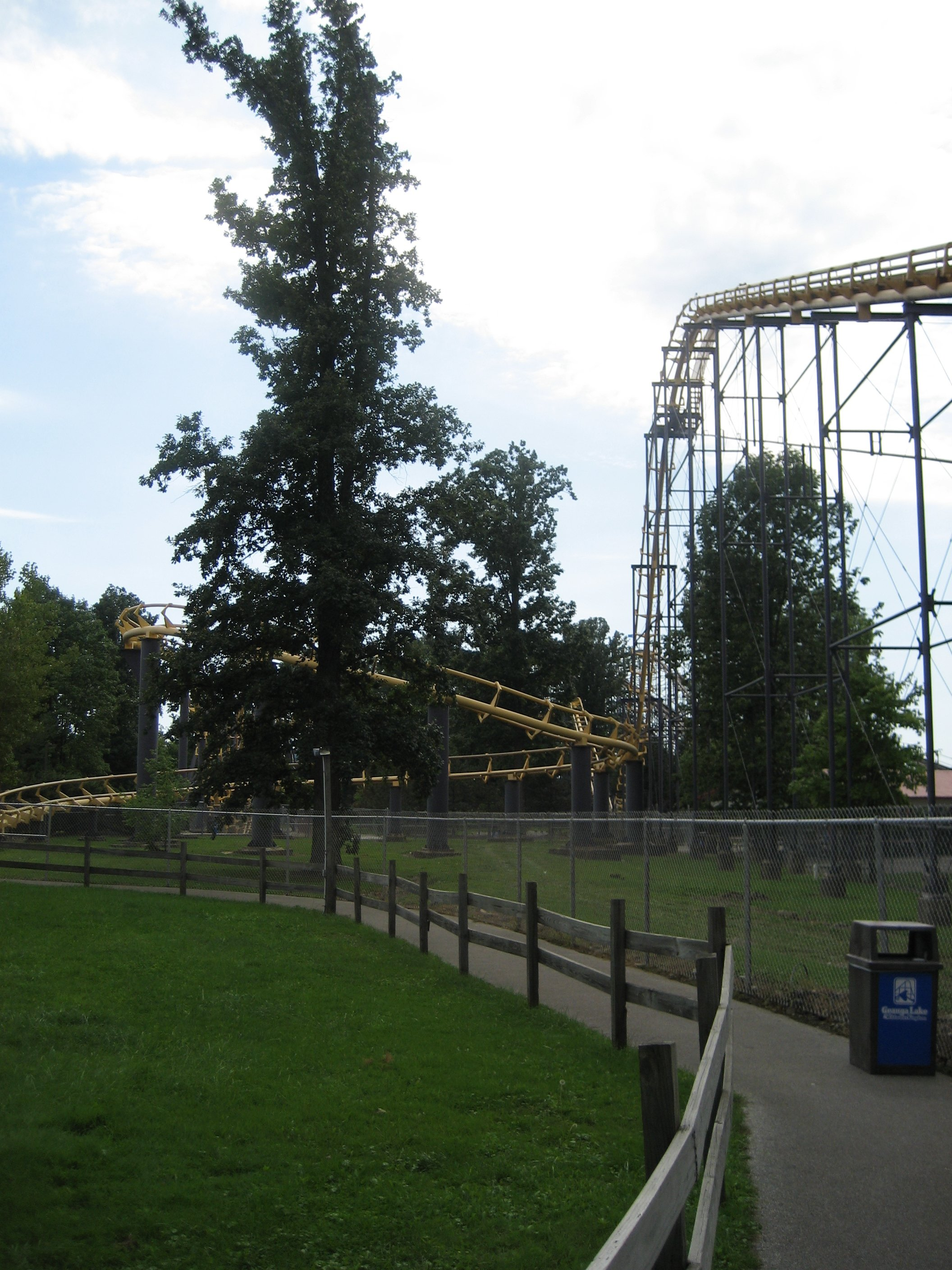
Double Loop à Geauga Lake
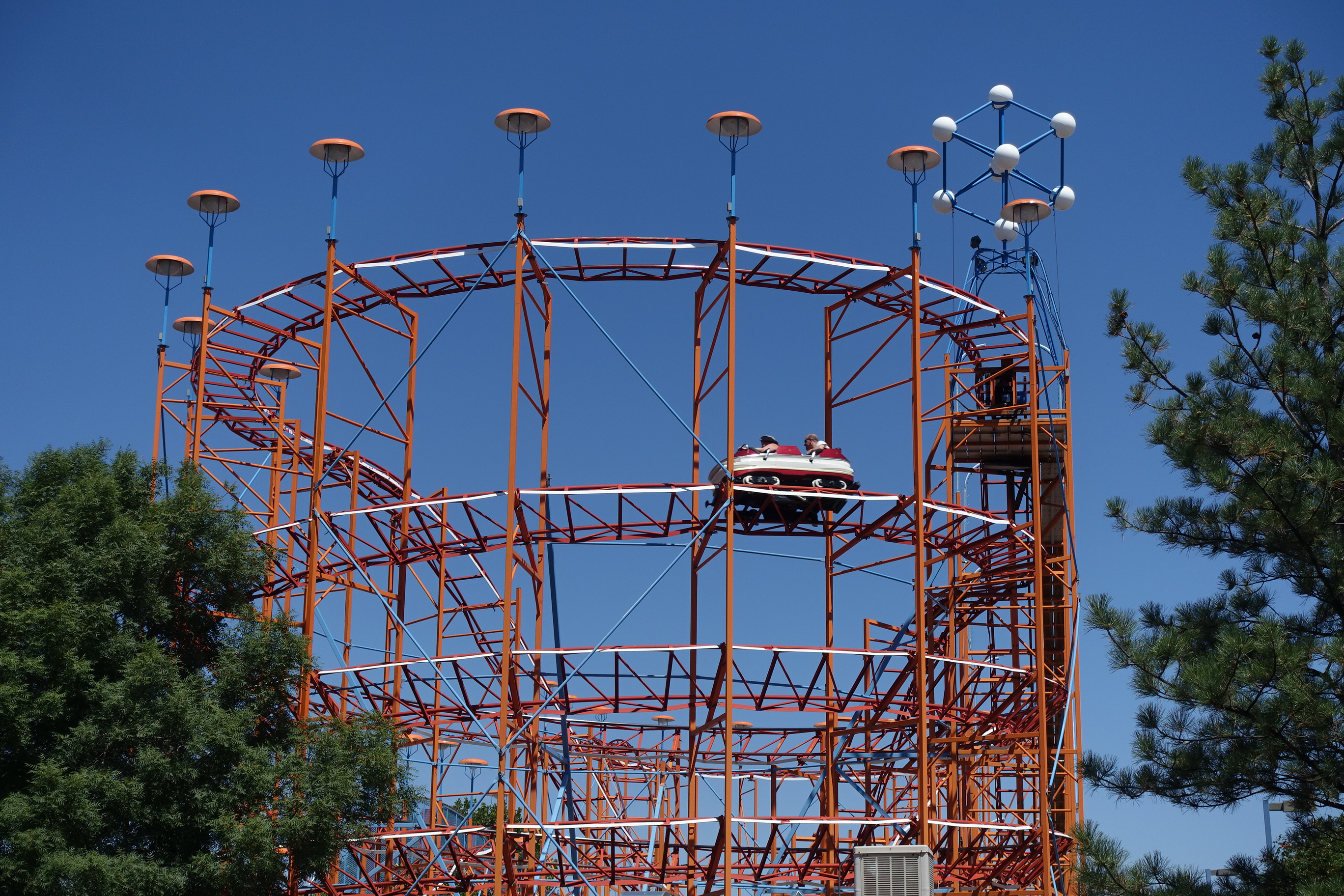
Galaxi à Uncle Cliff's Amusement Park
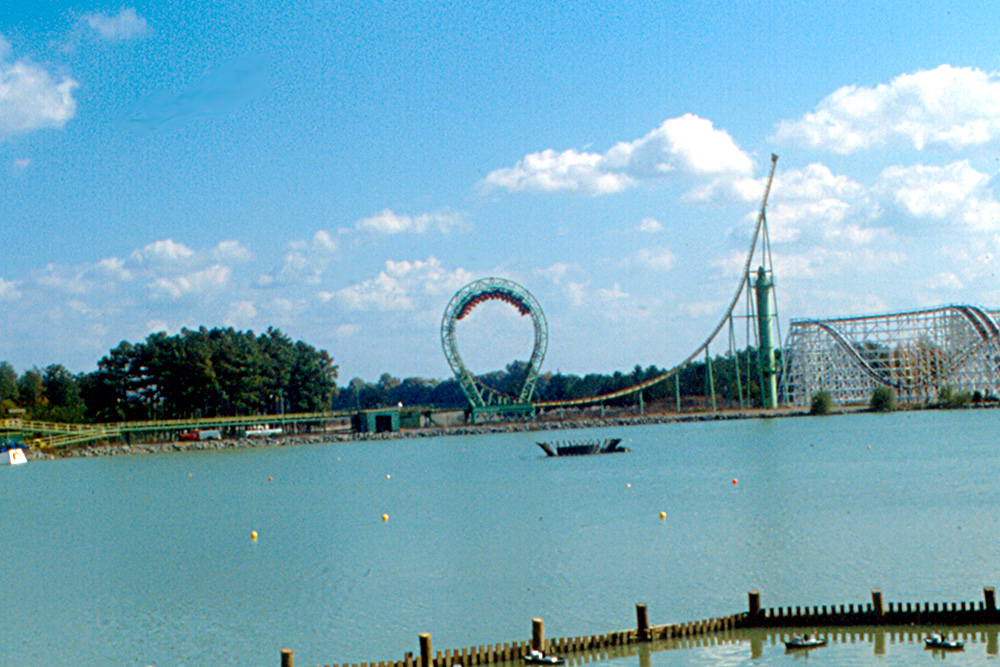
King Kobra à Kings Dominion
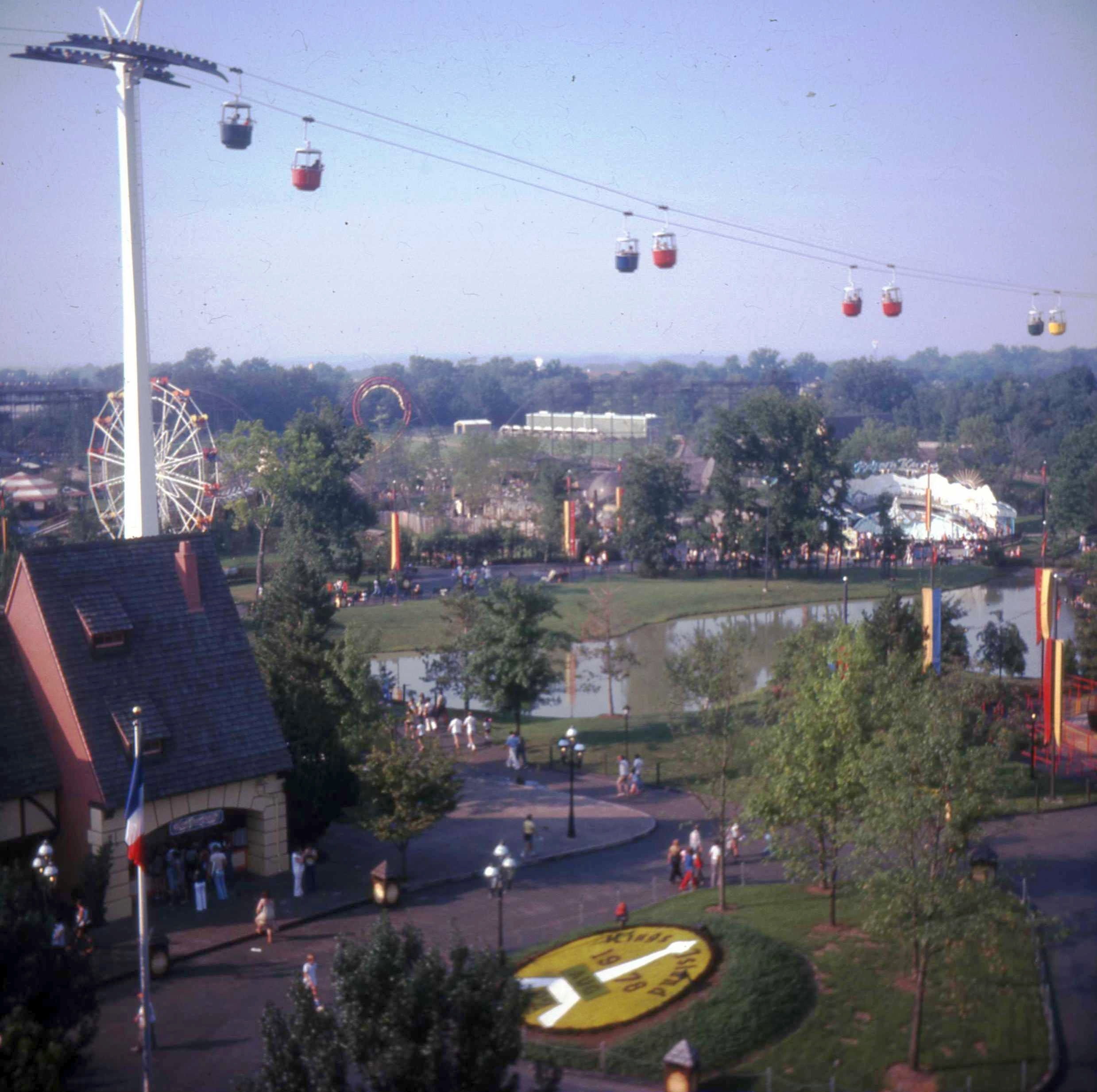
Screamin' Demon à Kings Island
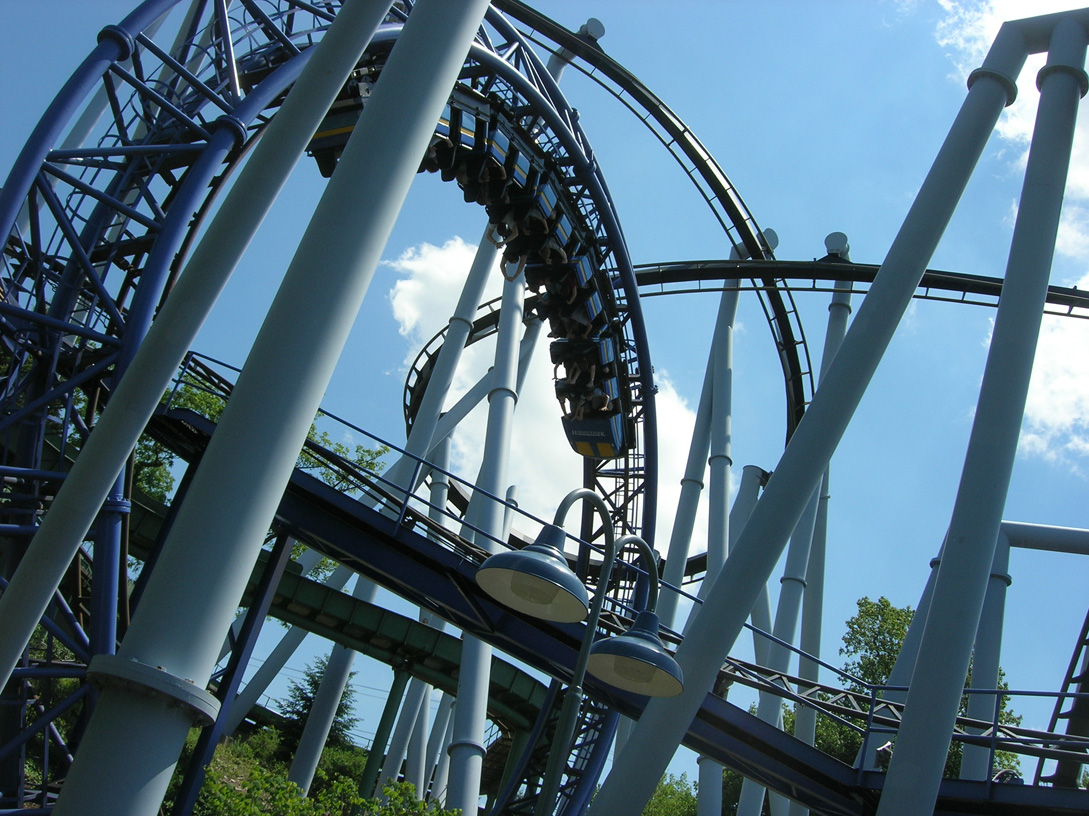
Sooperdooperlooper à Hersheypark
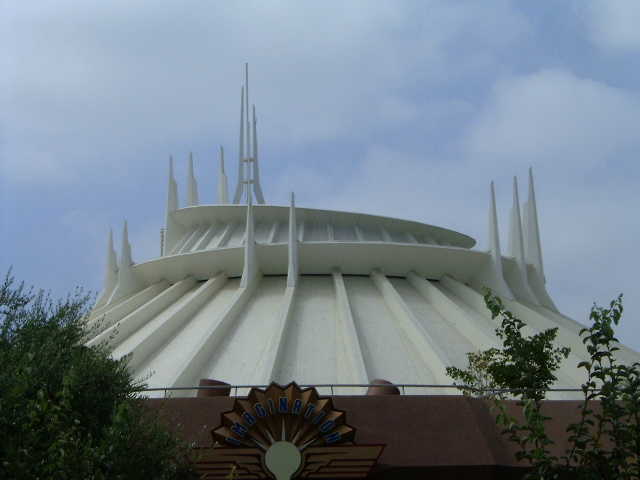
Space Mountain à Disneyland
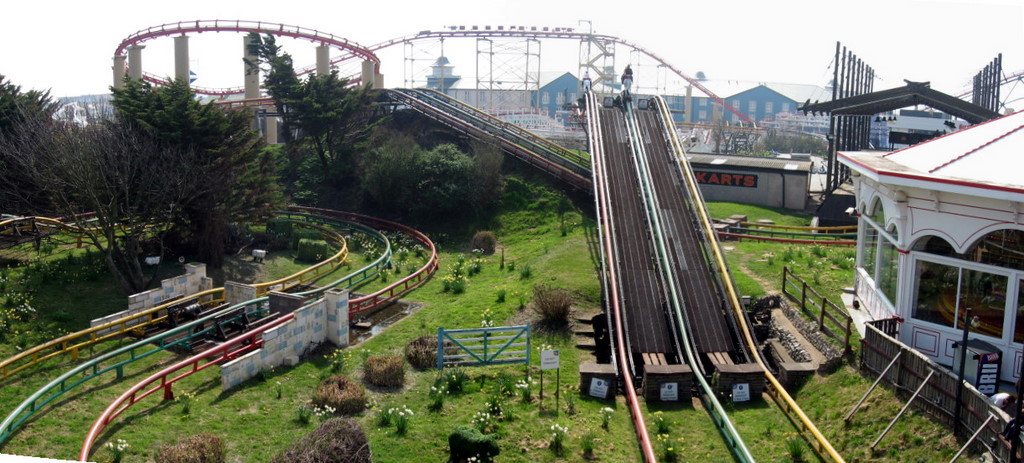
Steeplechase à Blackpool Pleasure Beach

### Autres attractions
| Nom             | Type/Modèle      | Constructeur          | Parc                            | Pays       |
| --------------- | ---------------- | --------------------- | ------------------------------- | ---------- |
| Enterprise      | Enterprise       | Anton Schwarzkopf     | Attractiepark Slagharen         | Pays-Bas   |
| Highland Fling  | Enterprise       | Anton Schwarzkopf     | Six Flags Over Mid-America      | États-Unis |
| Ketjukaruselli  | Chaises volantes |                       | Linnanmäki                      | Finlande   |
| La Jungla       | Tow boat ride    |                       | Parque de Atracciones de Madrid | Espagne    |
| Merry go Mad    | Carrousel        | Bemboom rides         | Attractiepark Slagharen         | Pays-Bas   |
| Monster         | Pieuvre          | Lee Eyerly            | Valleyfair                      | États-Unis |
| Ricochet        |                  | Huss Rides            | Marriott's Great America        | États-Unis |
| Sky Trek Tower  | Tour panoramique | Intamin               | Marriott's Great America        | États-Unis |
| Tilter          | Tilt-A-Whirl     | Sellner Manufacturing | Valleyfair                      | États-Unis |
| Wheelie         | Enterprise       | Anton Schwarzkopf     | Six Flags Over Georgia          | États-Unis |
| Wildwasserfahrt | Bûches           | Mack Rides            | Hansaland                       | Allemagne  |
| Witches' Wheel  | Enterprise       | Huss Rides            | Cedar Point                     | États-Unis |

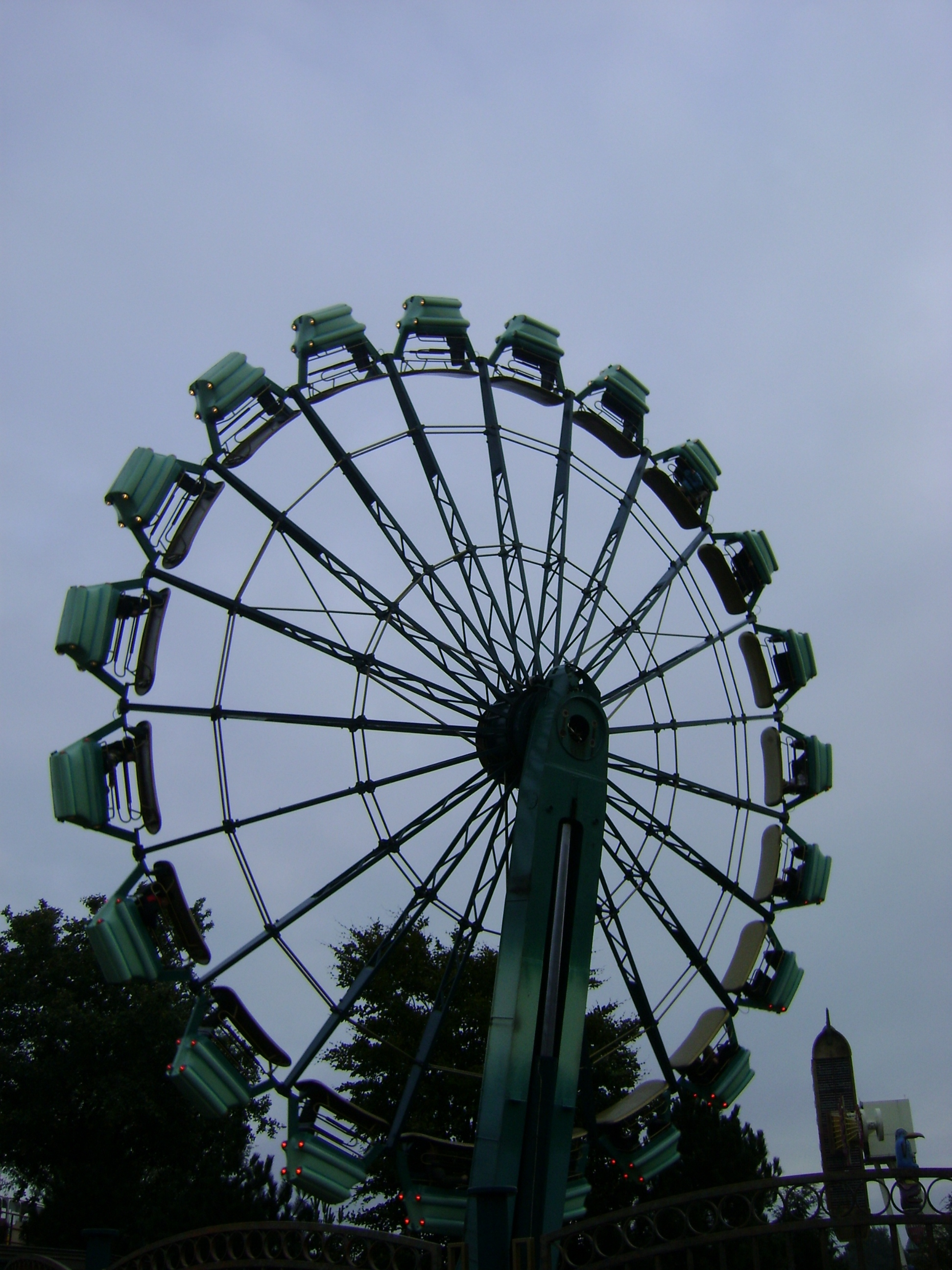
Enterprise à Attractiepark Slagharen
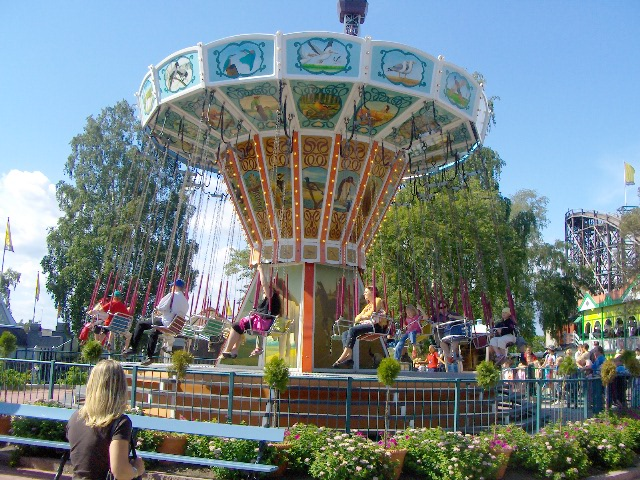
Ketjukaruselli à Linnanmäki
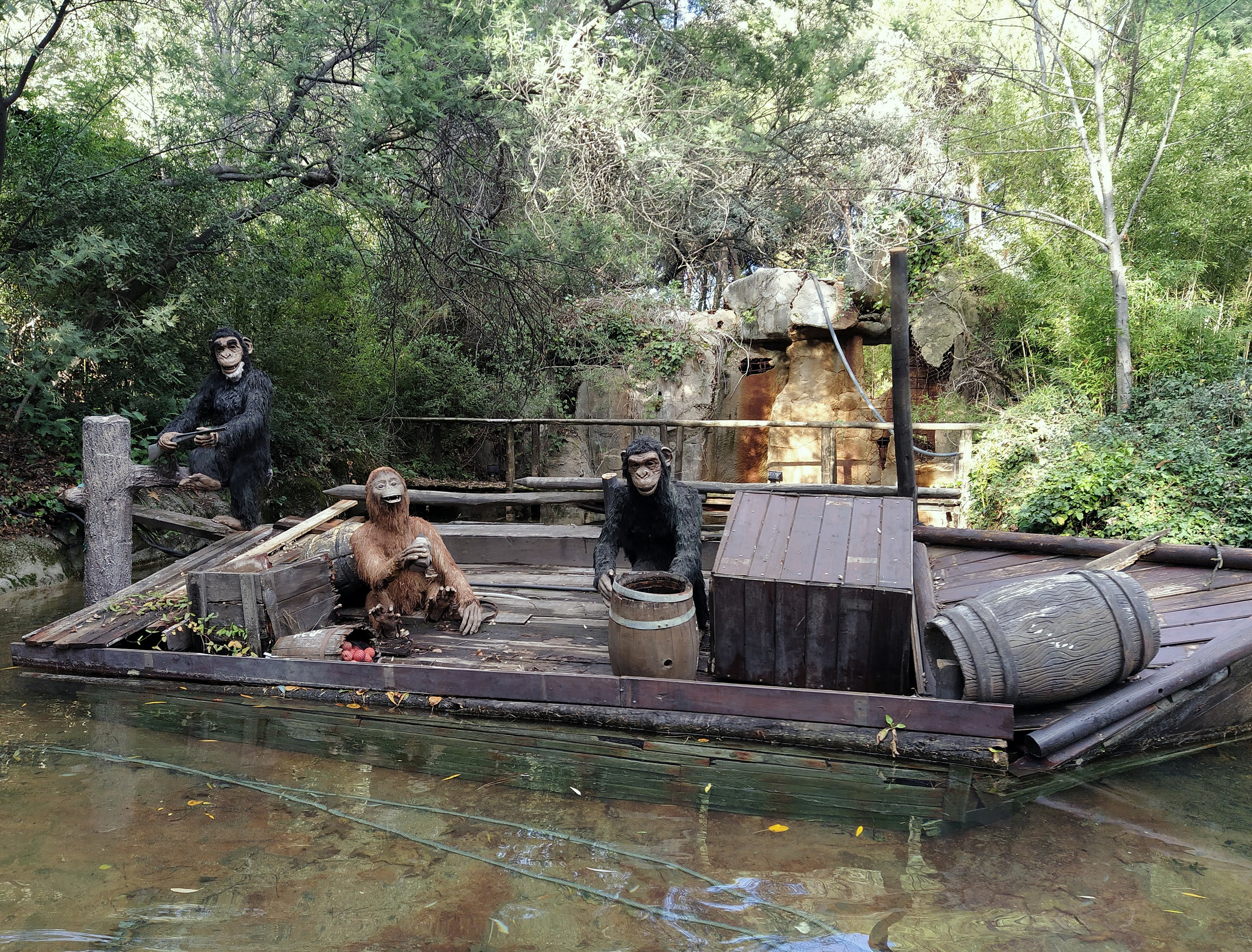
Décors de La Jungla à Parque de Atracciones de Madrid
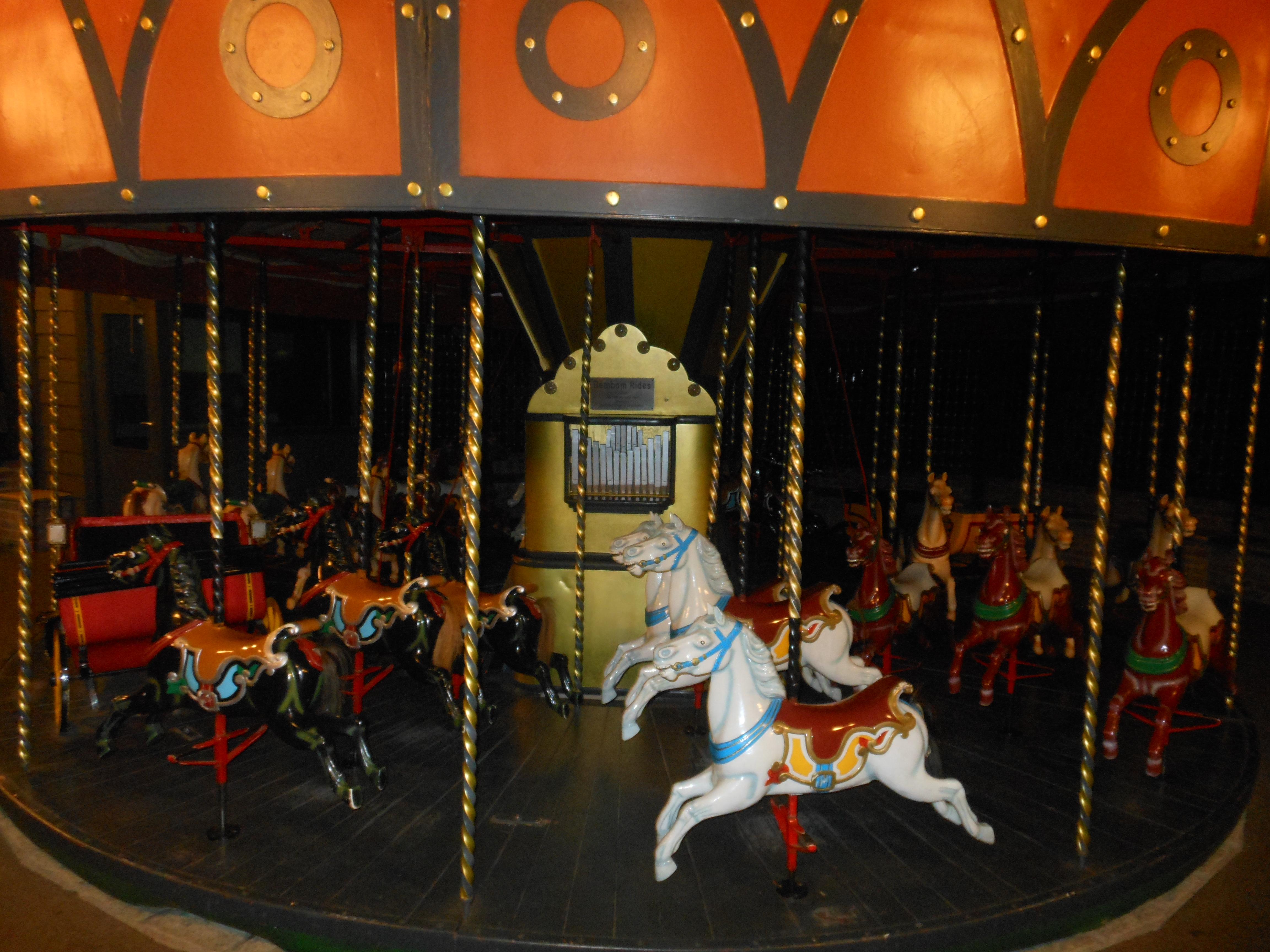
Merry go Mad à Attractiepark Slagharen
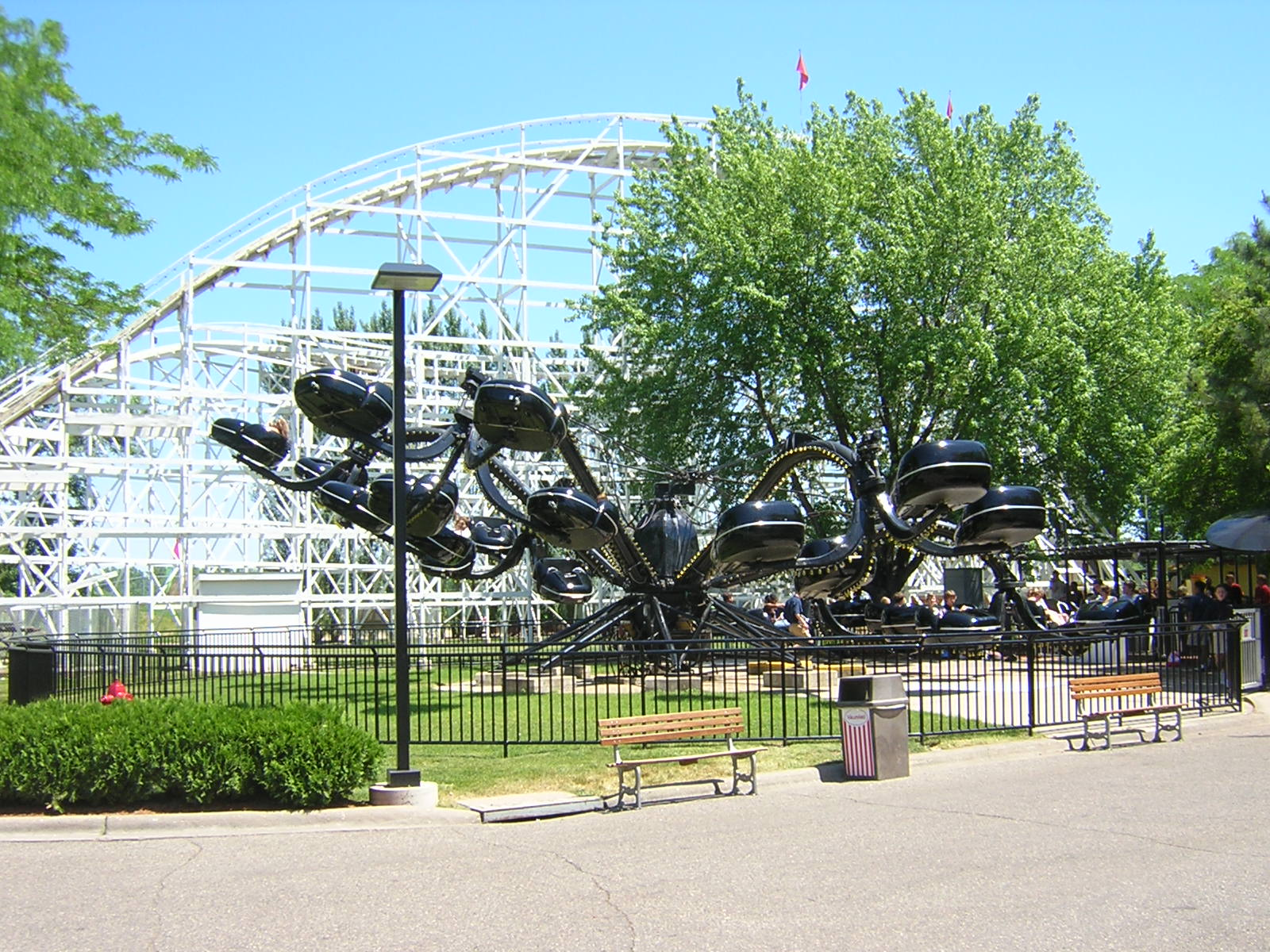
Monster à Valleyfair
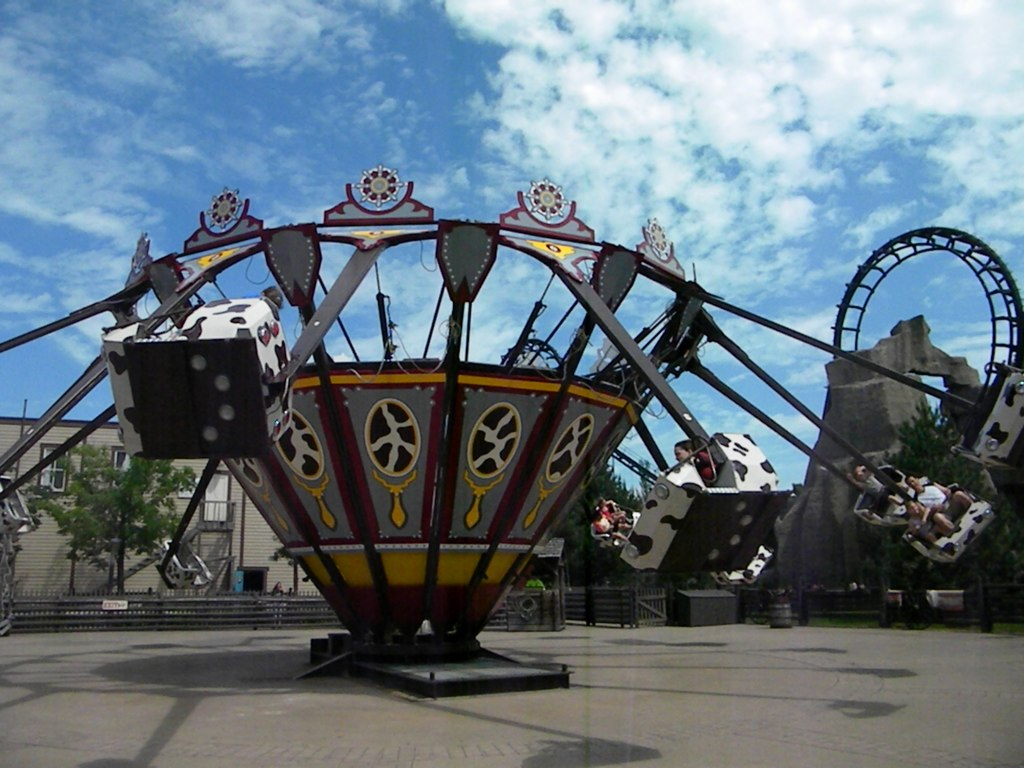
Ricochet à Marriott's Great America
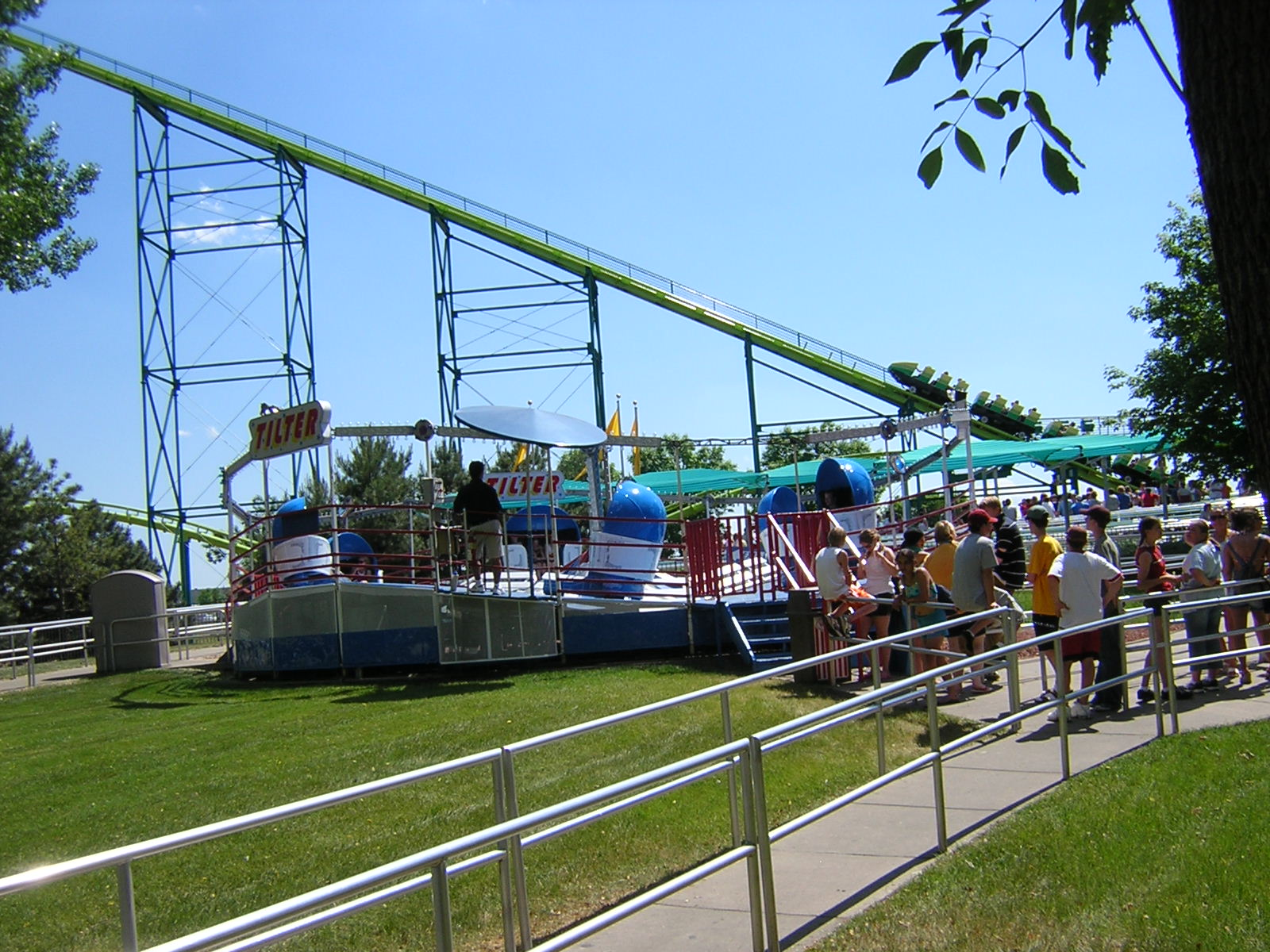
Tilter à Valleyfair
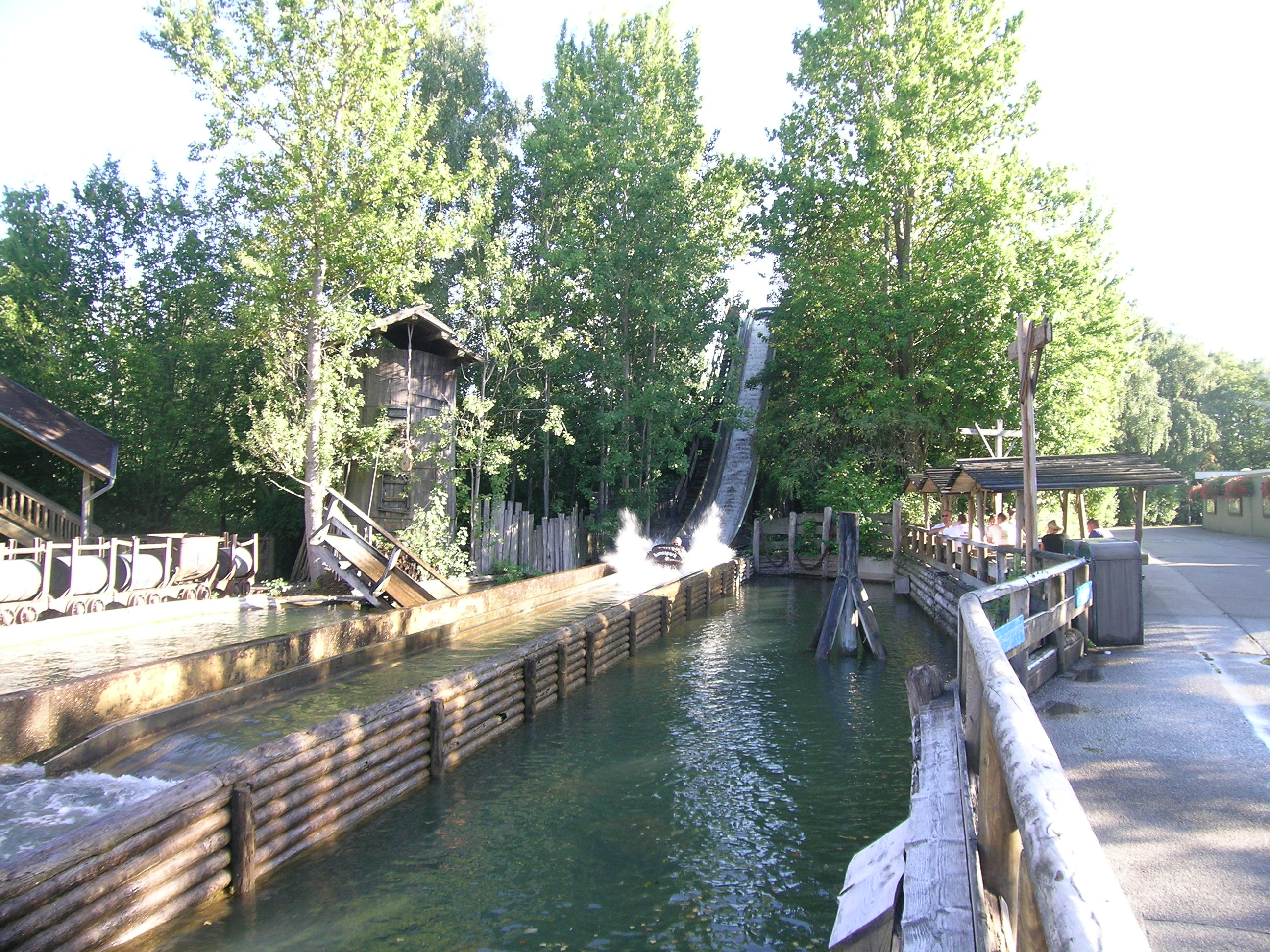
Wildwasserfahrt à Hansaland
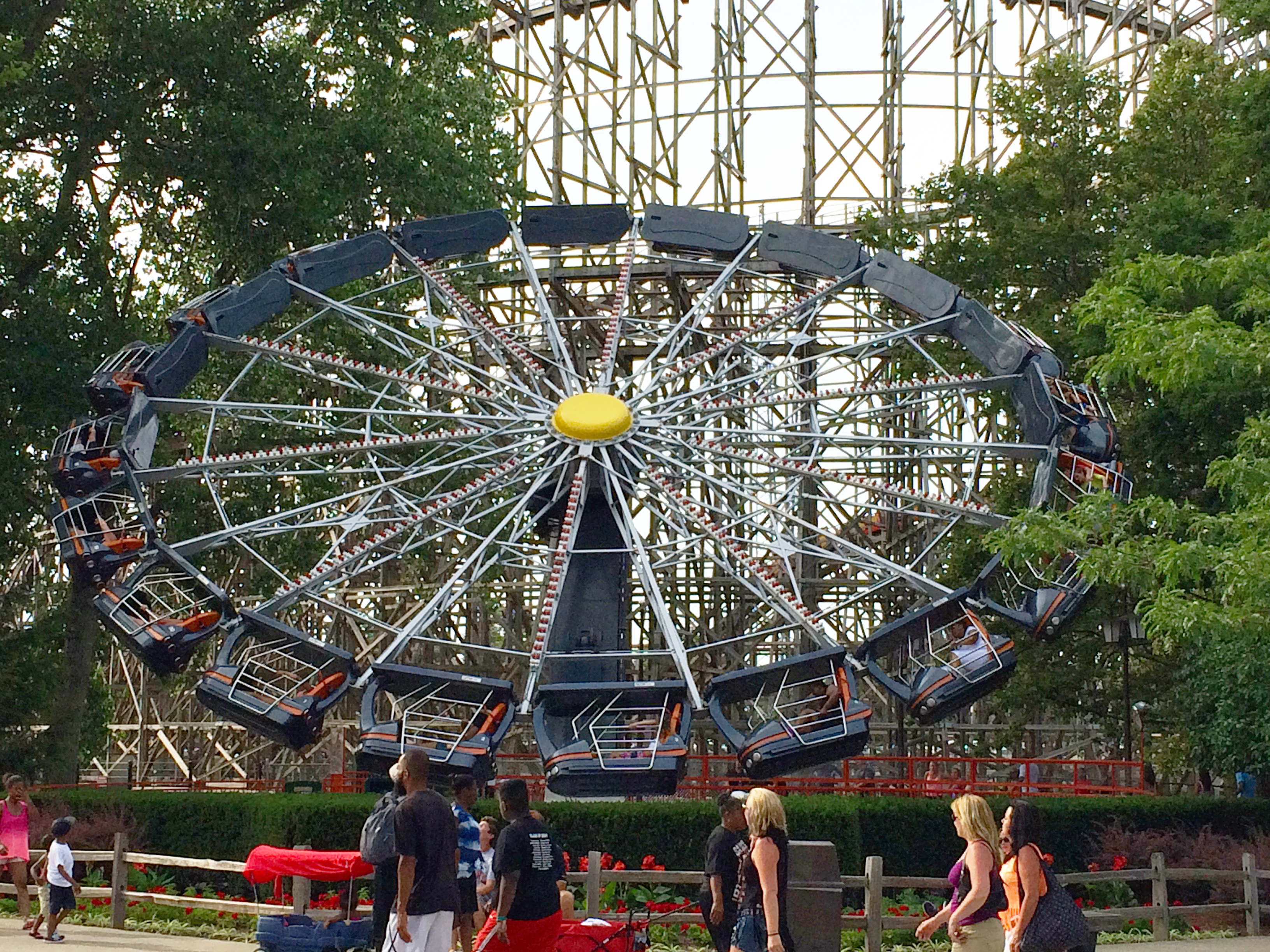
Witches' Wheel à Cedar Point